# 오스만 요리

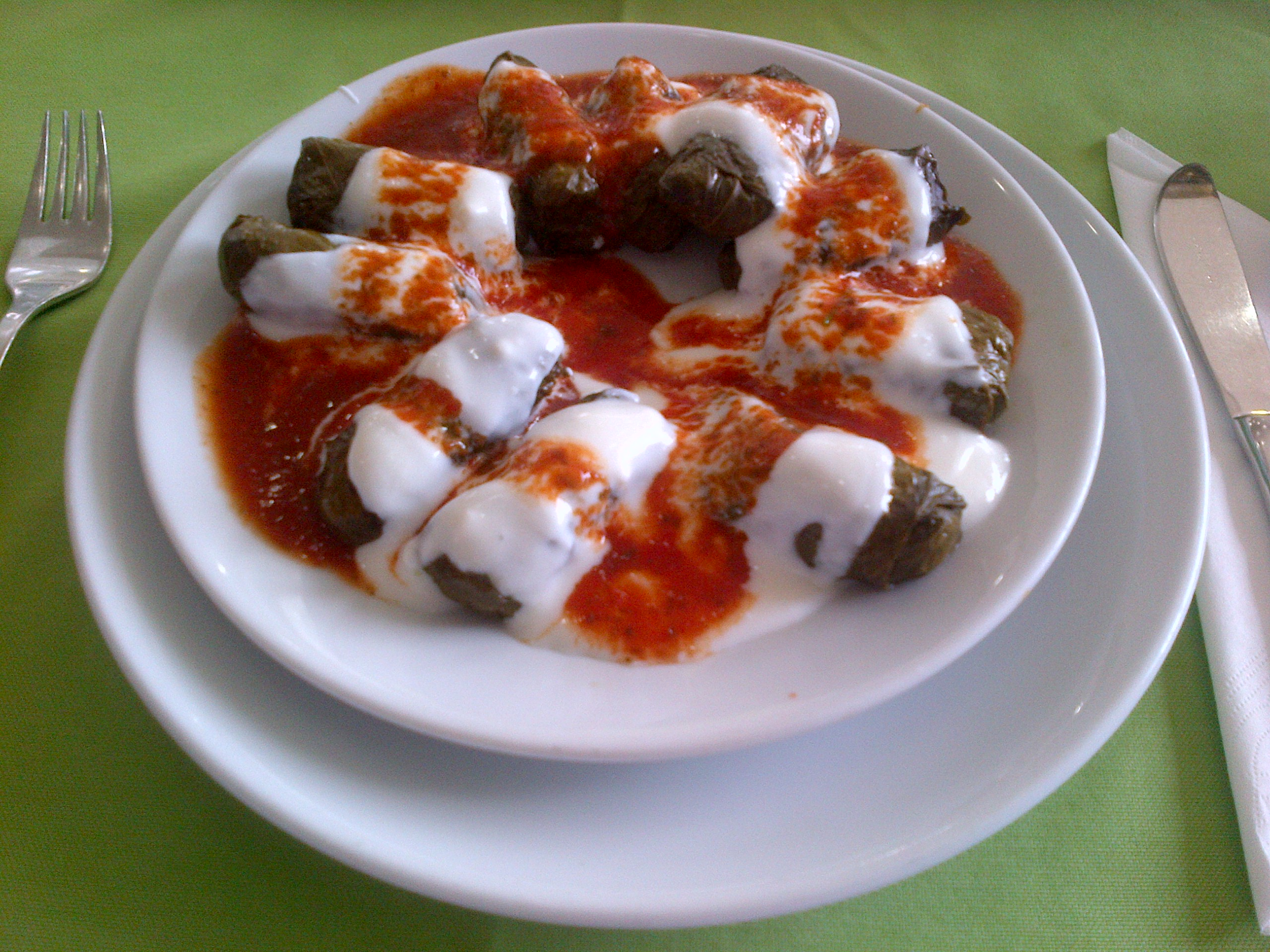
에틀리 야프라크 사르마

오스만 요리(Osman料理, 오스만 튀르크어: مطبخ عثمانی 마트바흐 오스마니)는 오스만 제국의 요리이자, 현재의 아나톨리아, 발칸반도, 캅카스, 중동, 북아프리카 등에서 계승되어 왔다.